# Download (musikgrupp)
Download är en musikgrupp som bildades 1995 med Dwayne Goettel från Skinny Puppy strax före hans död. Goettels arv bärs nu vidare av bandmedlemmen cEvin Key. Downloads musik beskrivs som industrial, med en blandning av synthesizers, samplingar och musikinstrument. Musiken fokuserar på allt som har med trummor och rytm att göra.
Ytterligare medlemmar, förutom ordinarie medlemmarna cEvin Key och Phil Western, har till och från varit Genesis P. Orridge, Mark Spybey, Anthony Valcic och Ken Marshall. De tidiga utgåvorna innehöll sånginslag och skrivna texter, men de senare har varit endast instrumentala.

## Diskografi
Album
- Charlie's Family (1995) (soundtrack)
- Furnace (1995)
- The Eyes of Stanley Pain (1996)
- Sidewinder (1996)
- Charlie's Family (Reissue) 1997)
- III (1997)
- Effector (2000)
- III Steps Forward (2002) (begränsad till 1 000 kopior)
- Inception (2002 (begränsad till 1 000 kopior)
- Fixer (2007)
- LingAM (2013)

EP
- Furnace (Four Song Advance CD) (1995)
- Microscopic (1995)
- Sidewinder (1996)

## Externa sidor
- Officiell webbplats